# Нарва ПСК
Нарва ПСК (эст. Narva PSK (Narva Paemurru Spordikool) — Профессиональный хоккейный клуб, базирующийся в Нарве. Выступает в Хоккейной Лиге Унибет. Домашняя арена — Нарва Яаахалл (эст. Narva jäähall). Действующий чемпион страны. Самый титулованный клуб Эстонии.

## История
«Кренгольм» из Нарвы был одним из наиболее титулованных хоккейных клубов Эстонии. Впервые стал чемпионом еще в 1967 году. До распада СССР был 8 раз чемпионом. Еще 8 раз стал чемпионом в годы независимости.
Из-за финансовых проблем в 2010 году клуб был расформирован, но в 2011 году был воссоздан уже как «Нарва ПСК».
В феврале 2016 года досрочно стал чемпионом Эстонии. В марте 2017 года команда снова завоевала золотые медали и уже осенью того же года выступила на Континентальном кубке по хоккею с шайбой 2017/2018, но не смогла пройти второй раунд квалификации, заняв четвертое место в группе.
В 2024 году, спустя семь лет, нарвские хоккеисты смогли выиграть чемпионат Эстонии и будут снова представлять страну на Континентальном кубке по хоккею с шайбой 2024/2025 в группе В, игры которой состоятся в Нарве.

## Достижения
Золото чемпионата Эстонии (19): 1967, 1969, 1971, 1973, 1975, 1986, 1988, 1990, 1991, 1992, 1993, 1994, 1995, 1996, 1998, 2001, 2016, 2017, 2024
 Серебро чемпионата Эстонии (14): 1968, 1970, 1974, 1980, 1981, 1987, 1997, 1999, 2000, 2002, 2003, 2004, 2015, 2019,2025
 Бронза чемпионата Эстонии (10): 1982, 1983, 1984, 1985, 1989, 2005, 2007, 2008, 2013, 2014

## Возрастные группы ПСК на чемпионатах Эстонии и их результаты[6]
| Группа | Количество игроков | Тренер              | Место в группе |
| ------ | ------------------ | ------------------- | -------------- |
| Unibet | 28                 | Илья Ильин          | 1              |
| U20    | 21                 | Владимир Ципровский | 2              |
| U17    | 20                 | Владимир Ципровский | 2              |
| U14-1  | 15                 | Александр Шляпников | 2              |
| U14-2  | 15                 | Александр Шляпников | 3              |
| U12-1  | 12                 | Раис Давлеткильдеев | -              |
| U12-2  | 11                 | Раис Девлеткильдеев | -              |
| U10-1  | 14 + 14            | Игорь Осипенков     | -              |
| U8     | 13 + 14            | Илья Ильин          | -              |

| Группа | Количество игроков | Тренер              | Место в группе |
| ------ | ------------------ | ------------------- | -------------- |
| Unibet |                    | Илья Ильин          |                |
| U19    |                    | Владимир Ципровский |                |
| U16    |                    | Александр Шляпников |                |
| U14    |                    |                     |                |
| U12-1  |                    |                     | -              |
| U10-1  |                    |                     | -              |
| U8     |                    |                     | -              |

## Известные тренеры
- Александр Романцов
- Раис Девлеткильдеев
- Владимир Ципровский
- Александр Колпаков
- Игорь Осипенков
- Александр Шляпников